# Gustave Magnel

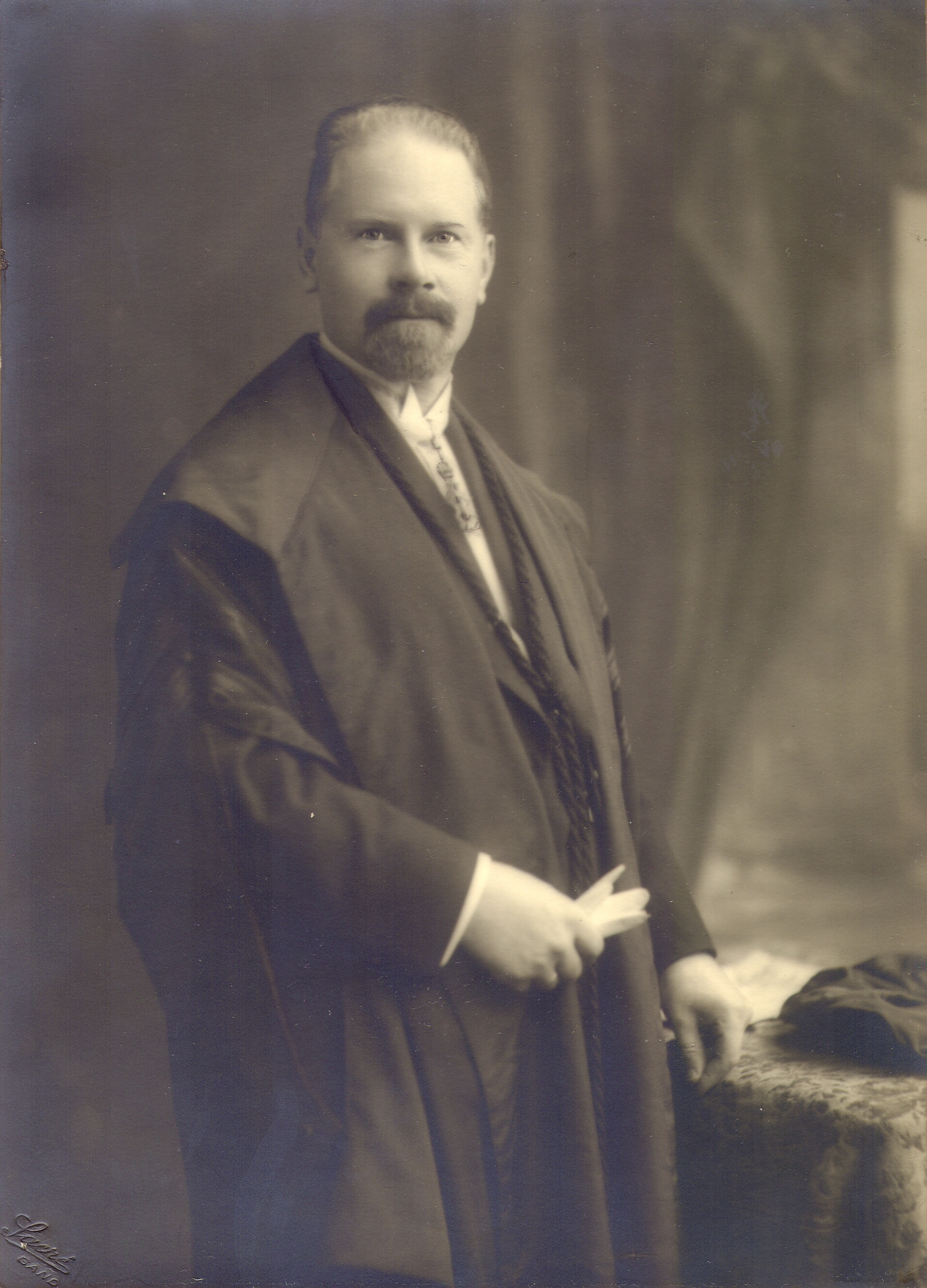
Gustave Magnel

Gustaaf Paul Robert Magnel, meist Gustave Magnel, (* 15. September 1889 in Essen (Belgien); † 5. Juli 1955 in Gent, Belgien) war ein belgischer Bauingenieur und Professor an der Universität Gent, der für seine Expertise auf dem Gebiet des Stahlbetons und des Spannbetons bekannt wurde.
Magnel schloss seine Studien an der Universität Gent 1912 mit dem Diplom als Bauingenieur ab. Am Anfang des Ersten Weltkrieges emigrierte er nach London und arbeitete bei dem Bauunternehmen D.G. Somerville & Co. Contractor Co. zunächst als Ingenieur und ab 1917 als Chefingenieur. 1919 kehrte er nach Gent zurück, wo er Leiter des Labors für Materialkunde an der Universität und gleichzeitig als Repetitor tätig wurde. Ab 1922 hielt er Vorlesungen über die Berechnung von Stahlbeton. 1927 wurde er Dozent an der Fakultät für Wissenschaften (Faculteit der Wetenschappen), 1932 zum außerordentlichen Professor und 1937 zum ordentlichen Professor berufen.
Er war 1934 einer der beiden Gründer der SECO, des belgischen Kontroll- und Zertifizierungsbüros im Bausektor.
Anfang der 1940er Jahre begann er mit Forschungen über Spannbeton aufgrund praktischer Versuche in seinem Labor an der Universität Gent mit dem Ziel, Berechnungsnormen für das neue, 1928 von Eugène Freyssinet patentierte Material zu entwickeln. Er entwickelte dabei auch ein Verankerungssystem, das als Blaton-Magnel-System insbesondere in Belgien bis in die 1960er Jahre angewendet wurde.
Magnel veröffentlichte Lehrbücher sowie zahlreiche Schriften über Beton und Spannbeton und war Mitglied, zum Teil auch Vorstand akademischer und technischer Vereinigungen in Belgien, Frankreich, Großbritannien und den USA.
An der Universität Gent hatte er maßgeblichen Einfluss auf die Realisierung des aus mehreren Laborgebäuden bestehenden Technicums, dessen Tragwerksplanung er dann auch erstellte. Ebenso plante er die Spannbetonstrukturen des von Henry van de Velde entworfenen „Bücherturms“ (Bibliothek) und des Universitätskrankenhauses, dessen Planung ebenfalls Henry van de Velde geleitet hatte.
Er konzipierte die Maasbrücke Sclayn, die erste Spannbetonbrücke Belgiens, die den ersten vorgespannten Durchlaufträger hatte.
Einer seiner Schüler veranlasste, dass Magnel zu Vorlesungen über Spannbeton in die USA eingeladen wurde, wo er dann mit der Planung der 1951 fertiggestellten Walnut Lane Memorial Bridge, der ersten Spannbetonbrücke der USA, beauftragt wurde.
1945 wurde er korrespondierendes und 1946 ordentliches Mitglied der Académie royale des Sciences, des Lettres et des Beaux-Arts de Belgique.